# Museo didattico della fotografia
Il Museo didattico della Fotografia o Mudif di Nocera Inferiore ospita riproduzioni storiche del comprensorio dell'Agro nocerino-sarnese.

## L'esposizione
L'archivio del Mudif è gestito dall'Associazione Culturale Il Didrammo.
Il museo conserva circa ottantamila fototipi che vanno dalla metà dell'Ottocento fino ai giorni nostri. Si tratta di testimonianze che documentano la storia civile, economica e industriale, i mutamenti civili e rurali e le trasformazioni sociali del territorio.
Il museo è stato realizzato in collaborazione con il Centro Mediterraneo di Storia e Cultura della Fotografia, in collaborazione con la Soprintendenza Archivistica per la Campania, il Comune di Nocera Inferiore e la Provincia di Salerno.
Insieme all'Archivio Storico Fotografico, la struttura ospita una Biblioteca specializzata (curata dall'Associazione Culturale Il Didrammo); diversi laboratori (di restauro e conservazione; di fotografia digitale e di sviluppo e stampa); servizi educativi e didattici.